# Markvartice (Jičíni járás)
Markvartice település Csehországban, a Jičíni járásban. Markvartice Sedliště, Dolní Bousov, Střevač, Sobotka, Ohařice, Zelenecká Lhota, Samšina és Bystřice településekkel határos. Lakosainak száma 505 fő (2024. január 1.).

## Népesség
A település lakosságának változását az alábbi diagram mutatja:
| Lakosok száma | 1939 | 1790 | 1715 | 942  | 608  | 449  | 470  | 488  | 505  | 505  |
|               | 1869 | 1900 | 1921 | 1961 | 1980 | 2011 | 2016 | 2019 | 2021 | 2024 |